# 아시카가 요시모치

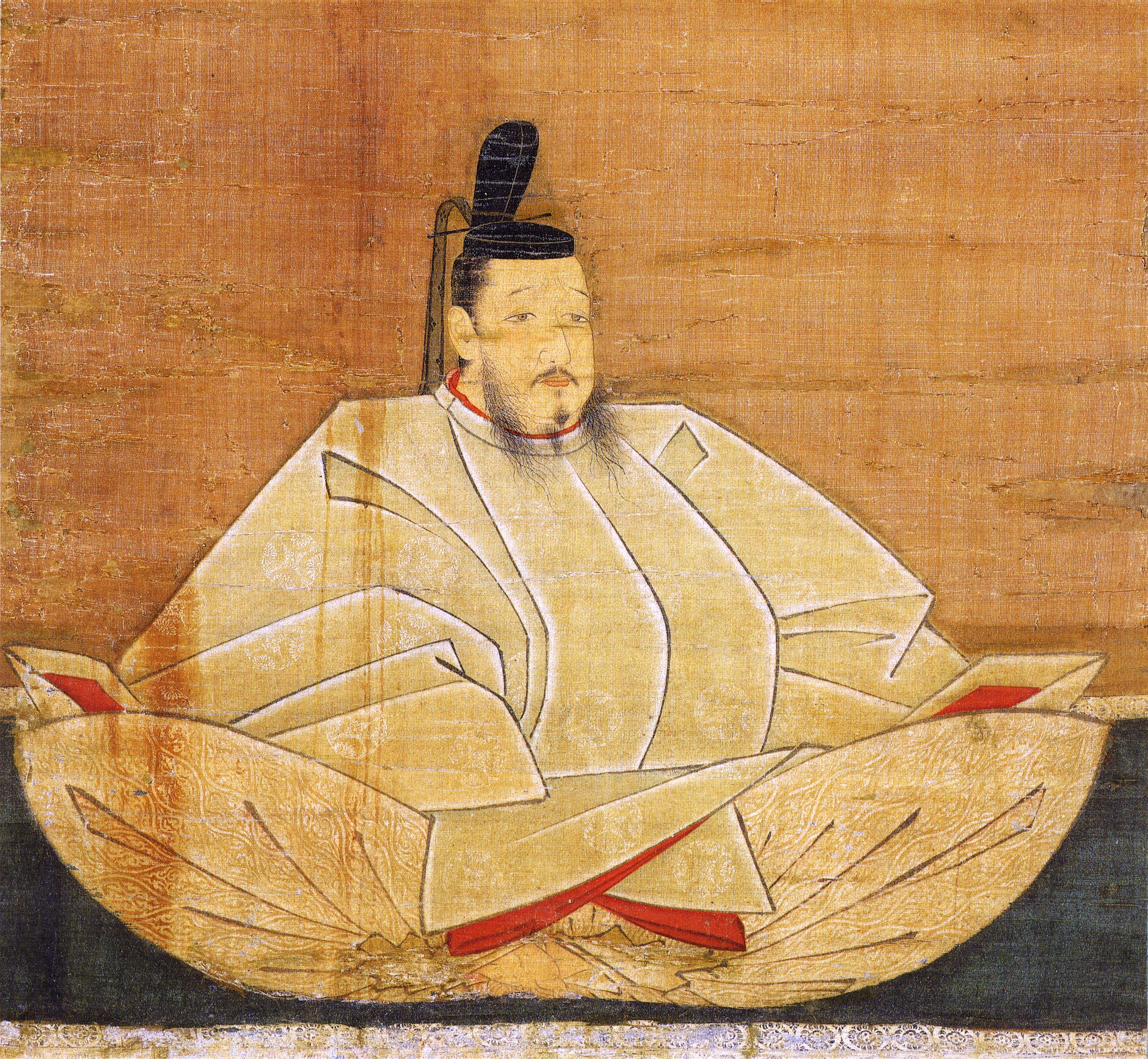
아시카가 요시모치

아시카가 요시모치(일본어: 足利義持, 1386년~1428년)는 일본 무로마치 막부의 제 4대 쇼군이다. 재위 1394년~1422년. 부친은 제 3대 쇼군 아시카가 요시미쓰, 모친은 요시미쓰의 측실인 후지와라노 요시코(藤原慶子).

## 생애
부친 요시미쓰가 동생 요시쓰구(義嗣)를 편애했기 때문에 부자관계가 매우 험악했던 것으로 여겨진다. 1394년(오에이 원년)에 9살의 나이로 요시미쓰에게서 쇼군 직을 물려받았으나, 태정대신이 된 요시미쓰의 생전에는 요시모치에게는 실권이 전혀 없었고 막부의 평정도 요시미쓰가 거주하던 기타야마도노(北山殿)에서 개최되어 요시모치가 참가하는 일은 없었다. 1406년(오에이 13년)에는 측근인 야마시나 형제에 관한 일로 질책받은 기록이 남아 있고 1408년(오에이 15년) 요시미쓰 사망 직전에 고코마쓰 천황이 기타야마도노에 행행(行幸)했을 때, 요시미쓰가 총애하던 이복 동생 요시쓰구는 천황을 알현했으나, 요시모치 자신은 교토 경비역을 맡는 등 편애로 괴로워했던 것으로 보인다.
1408년(오에이 15년) 요시미쓰가 죽은 뒤에 일시적으로 무로마치도노(교토시 가미교구)에 거주했으나, 다음해에는 제 2대 쇼군 아시카가 요시아키라가 살았던 산조보몬 저택(교토 시 나카교구)로 이사하였다. 또한, 요시미쓰가 조성한 정무 중추 기타야마도노는 양모 히노 야스코(日野康子)가 죽은 뒤 로쿠온지(鹿苑寺, 금각)를 제외하고 모두 철거했다. 정치는 간레이에 봉직하는 숙로로서 영향력을 가지고 있던 시바 요시유키(斯波義将) 등의 보좌를 받으며 수구적인 태도로 돌아섰다. 이는 상당 부분 퇴색된 무로마치 막부의 ‘무가정권’적인 색채를 부활시키려고 했다고 여겨진다. 요시모치는 요시미쓰가 비호했던 제아미(世阿弥)를 멀리하고(단, 이는 요시모치 개인 취향의 문제라는 설도 있다), 조정이 요시미쓰에게 추증한 태상천황의 칭호도 사양했으며 1411년(오에이 18년)에 조공 형식에 대하여 반발의 소리가 높았던 명일무역(감합무역)도 중지하였다. 한편, 요시모치의 화압은 공가 형식은 전해지지 않고, 고코마쓰 상황의 인 벳토(院別当)를 담당하고, 나아가 구조 가문(九条家)의 호조(法助)를 예외로 대대로 황족만이 역임했던 닌나지(仁和寺) 몬제키(門跡)에 동생 호손(法尊)을 들이는 등 요시미쓰와는 다른 형태로 조정에 영향력을 행사하였다.
1410년(오에이 17년)에는 남조 최후의 천황이었던 고카메야마 천황이 요시노로 출분하였다(1416년 귀경). 1414년(오에이 21년)에 이에 호응한 기타바타케 미쓰마사(北畠満雅)가 1412년(오에이 19년)의 쇼코 천황의 즉위에 불복하여 양통 질립(両統迭立)의 약속을 지킬 것을 요구하며 반란을 일으켰으나, 금세 화해하였다. 같은 해에는 요시모치를 장기간 지탱했던 숙로 시바 요시유키의 조카 시바 미쓰타네(斯波満種)가 요시모치의 노여움을 사 고야 산(高野山)으로 은퇴하는 사건이 벌어졌다. 1416년(오에이 23년)에는 간토 지방에서 우에스기 젠슈의 난(上杉禅秀の乱)이 일어나 이에 관여한 동생 요시쓰구를 쇼코쿠지(相国寺)에 유폐하고, 2년 뒤인 1418년(오에이 25년)에 살해했다. 더욱이 그 과정에서 요시모치 측근 도가시 미쓰나리(富樫満成)는 호소카와 미쓰모토(細川満元)와 시바 요시시게(斯波義重)가 요시쓰구에게 가담했다고 고발하였다. 일설에는 이 고발은 요시모치의 의향에 따른 것으로 유력 슈고의 발언력을 줄이려고 요시모치가 주도한 막정의 확립을 지향한 것이라고 한다. 그러나 최종적으로는 호소카와 등의 고발으로 도가시가 추방당하고 후에 살해된다.
《세종실록》에는 조선에서 이종무 등을 보내 왜구의 본거지로 지목된 쓰시마섬(對馬島)을 정벌하게 했던 세종 1년(1419년) 12월에 조선에 승려 화자(和子), 양예(亮倪) 등의 사신을 보내어 불경을 구하였다고 되어 있다. 《세종실록》에는 무로마치 쇼군가의 혼세(本姓)인 미나모토(源)를 성씨로 써서 미나모토노 요시모치(源義持)라고 되어 있다. 조선 조정에서는 요시모치의 요청에 대해 《대장경》 한 부를 인쇄해 주게 하고, 아울러 지난 해 쓰시마를 정벌한 연유를 설명하였다고 한다.
이러한 일련의 사건 처리가 끝난 뒤, 1423년(오에이 30년) 아들 아시카가 요시카즈에게 쇼군 직을 물려주고 실권을 쥔 채로 다음해 6월에 도지인(等持院)으로 출가하여 사사 참배를 시작한다. 그러나 자식 요시카즈가 1425년 요절하였다. 1427년(오에이 34년) 11월에는 아카마쓰 요시노리(赤松義則) 사후 아카마쓰 가문의 상속에 개입하여 근습 아카마쓰 모치사다(赤松持貞)에게 소령을 주려고 꾀했는데, 이에 반발하여 아카마쓰 미쓰스케(赤松満祐)가 교토에서 출분하여 영국 하리마국으로 내려가는 사건이 일어났다. 후에 모치사다는 미쓰스케에게 동정적인 슈고들의 압력으로 할복하게 된다. 도가시 미쓰나리와 아카마쓰 모치사다의 사건은 쇼군 권위를 높이고자 한 요시모치가 자신의 친재권을 강화하려고 슈고 다이묘 서류인 측근 층을 강화하고 슈고 다이묘 가문의 약체화를 꾀했으나, 슈고 다이묘의 강한 반발을 불러일으켜 측근 대표격인 도가시・아카마쓰가 배제당한 것이라고 여겨지고 있다.
1428년(오에이 35년) 1월, 욕실에서 입은 상처로 인한 감염증으로 중태에 빠졌다. 신하들이 후계자를 정해도록 간원하였으나 요시모치는 이를 거부하고 그들이 평의하여 정하도록 명했다. 평의 결과 요시모치의 네 동생 중 한 사람을 제비뽑기로 정하기로 하고 요시모치도 이를 승인하였다. 후계를 지명하지 않은 이유로 만사이(満済)의 《만사이준후일기(満済准后日記)》에서는 ‘요시카즈 사망 후에 한번 이와시미즈 하치만 궁에서 제비를 뽑았는데 그 때 아들 탄생의 결과가 나왔다. 더욱이 그 날에는 아들을 얻는 꿈도 꿨다. 그렇지만 또 한 번 제비를 뽑은 것은 신려를 거부하는 것이 된다.’라고 요시모치가 말하며 그 때문에 양자를 정하지 않았다는 것이다. 한편, 마데노코지 도키후사(万里小路時房)의 《건내기(建内記)》에서는 요시모치가 ‘가령 (내가) 말해둔다고 하더라도 면면(막각 중신들)이 쓰겠다고 하지 않으면 방법이 없다’라고 말했다고 한다. 요시모치는 자신의 사후 제비를 뽑으라고 했으나 막각은 사전에 제비를 뽑고 요시모치 사후에 개봉하기로 하였다.
1월 18일 사망. 향년 43세. 요시모치 사후, 제비뽑기로 동생 아시카가 요시노리가 후임 쇼군이 되었다.

## 평가
요시모치의 치세는 가네나가 친황이 제압하고 있던 규슈를 유력 다이묘 오토모・오우치・기쿠치 가문이 차례로 통치하였고, 간토 지방의 가마쿠라 구보는 반 독립 상태가 되는 등 몇몇 불안정한 요소가 존재했으나, 정치적으로는 소강상태가 이어져 무로마치 시대 중에서는 비교적 안정적인 시대였다.
요시모치는 부친 요시미쓰와 불화했다고 여겨지나, 실제로 기본 정책에서는 요시미쓰의 노선을 답습하였다. 그러나 요시모치 자신이 시바 요시유키 등 유력 슈고에게 옹립되어 정권을 획득하였고, 유력 슈고에게 대항하기 위해 형성한 측근 집단인 도가시 미쓰나리와 아카마쓰 모치사다가 도리어 유력 슈고에 의해 역으로 실각당하는 등 요시미쓰와 같은 절대적인 쇼군 권위를 확립하는 데에는 성공하지 못했다.

## 요시모치의 헨기(偏諱)를 받은 사람
요시모치의 헨기(偏諱)를 받은 사람들의 목록
- 잇시키 요시쓰라(一色義貫)
- 니조 모치모토(二条持基)
- 니조 모치미치(二条持通)
- 히노 모치미쓰(日野持光)
- 아카마쓰 모치사다(赤松持貞)
- 아시카가 모치우지(足利持氏)
- 아리마 모치이에(有馬持家)
- 잇시키 모치노부(一色持信)
- 잇시키 모치(一色持範)
- 우에스기 모치후사(上杉持房)
- 오우치 모치모리(大内持盛)
- 오우치 모치요(大内持世)
- 오다치 모치후사(大館持房)
- 오가사와라 모치나가(小笠原持長)
- 교고쿠 모치키요(京極持清)
- 교고쿠 모치타카(京極持高)（持光）
- 고노 모치미치(河野持通)（通久）
- 시바 모치타네(斯波持種)
- 다테 모치무네(伊達持宗)
- 도가시 모치하루(富樫持春)
- 도키 모치마스(土岐持益)
- 도키 모치요리(土岐持頼)
- 하타케야마 모치쿠니(畠山持国)
- 하타케야마 모치토미(畠山持富)
- 호소카와 모치카타(細川持賢)
- 호소카와 모치쓰네(細川持常)
- 호소카와 모치하루(細川持春)
- 호소카와 모치모토(細川持元)
- 호소카와 모치유키(細川持之)
- 야마나 모치토요(山名持豊, 야마나 소젠)
- 야마나 모치히로(山名持熙)
- 롯카쿠 모치쓰나(六角持綱)